# Międzyrzecze Argentyńskie

Położenie Międzyrzecza na mapie Argentyny

Międzyrzecze Argentyńskie (hiszp. Mesopotamia argentina) – region geograficzny w północno-wschodniej Argentynie, położony między rzekami Parana, Urugwaj, Iguazú, San Antonio i Pepirí Iguazú. Swoim zasięgiem obejmuje prowincje Misiones, Corrientes i Entre Ríos. Region zamieszkuje ok. 3,3 mln osób. Ważniejsze miasta regionu to: Corrientes, Posadas, Paraná i Concordia.